# Historia del Tratado de Lisboa
| Proceso de ratificación | Proceso de ratificación               | Proceso de ratificación               | Proceso de ratificación               |
| --- | ------------------------------------- | ------------------------------------- | ------------------------------------- |
| Orden en que los Estados miembros de la UE ratificaron el tratado. Las fechas se refieren al depósito de los instrumentos de ratificación ante el gobierno de Italia.                                                                           |                                       |                                       |                                       |
| Lista ordenada cronológicamente |                                       |                                       |                                       |
| Signatario (Vía de ratificación) | Porcentaje de votos (Número de votos) | Porcentaje de votos (Número de votos) | Porcentaje de votos (Número de votos) |
| Signatario (Vía de ratificación) | A favor                               | En contra                             | Abs                                   |
| 2007 |                                       |                                       |                                       |
| Hungría |                                       |                                       |                                       |
| Asamblea Nacional 17 de diciembre | 94,47 (325)                           | 1,45 (5)                              | 4,06 (14)                             |
| 2008 |                                       |                                       |                                       |
| Eslovenia |                                       |                                       |                                       |
| Asamblea Nacional 29 de enero | 82,2 (74)                             | 6,6 (6)                               | 11,1 (10)                             |
| Malta |                                       |                                       |                                       |
| Parlamento 29 de enero | 100 (65)                              | 0,0 (0)                               | 0,0 (0)                               |
| Rumania |                                       |                                       |                                       |
| Parlamento y Senado (Sesión conjunta) 4 de febrero | 99,4 (387)                            | 0,25 1                                | 0,25 1                                |
| Francia |                                       |                                       |                                       |
| Asamblea Nacional 7 de febrero | 82,9 (336)                            | 12,8 (52)                             | 4,19 (17)                             |
| Senado 8 de febrero | 82,8 {265)                            | 13,1 (42)                             | 4,05 (13)                             |
| Unión Europea |                                       |                                       |                                       |
| Parlamento 20 de febrero | 78,4 (525)                            | 17,2 (115)                            | 4,3 (29)                              |
| Bulgaria |                                       |                                       |                                       |
| Asamblea Nacional 21 de marzo | 92,4 (195)                            | 7,1 15                                | 0,45 1                                |
| Polonia |                                       |                                       |                                       |
| Parlamento 1 de abril | 84,9 (384)                            | 12,3 (56)                             | 2,6 (12)                              |
| Senado 2 de abril | 76,2 (74)                             | 18,5 (17)                             | 6,1 (6)                               |
| Eslovaquia |                                       |                                       |                                       |
| Consejo 10 de abril | 94,4 (103)                            | 4,5 (5)                               | 0,9 (1)                               |
| Portugal |                                       |                                       |                                       |
| Asamblea de la República 23 de abril | 90,8 (208)                            | 9,1 (21)                              | 0,0 (0)                               |
| Austria |                                       |                                       |                                       |
| Consejo Nacional 9 de abril | 84,8 (151)                            | 15,1 (27)                             | 0,0 (0)                               |
| Consejo Federal 24 de abril | 92,9 (58)                             | 7,0 (4)                               | 0,0 (0)                               |
| Dinamarca |                                       |                                       |                                       |
| Parlamento 24 de abril | 78,2 (90)                             | 21,7 (25)                             | 0,0 (0)                               |
| Lituania |                                       |                                       |                                       |
| Parlamento 8 de mayo | 74,7 (83)                             | 4,5 (5)                               | 20,7 (23)                             |
| Letonia |                                       |                                       |                                       |
| Parlamento 9 de mayo | 94,5 (70)                             | 4,0 (3)                               | 1,3 (1)                               |
| Alemania |                                       |                                       |                                       |
| Parlamento 24 de abril | 89,7 (515)                            | 10,1 (58)                             | 0,17 (1)                              |
| Senado 23 de mayo | 93,5 (65)                             | 0,0 (0)                               | 6,25 (4)                              |
| Luxemburgo |                                       |                                       |                                       |
| Cámara de Diputados 29 de mayo | 92,1 (47)                             | 1,96 (1)                              | 5,88 (3)                              |
| Estonia |                                       |                                       |                                       |
| Consejo 11 de junio | 97,8 (91)                             | 1,08 (1)                              | 0,0 (0)                               |
| Grecia |                                       |                                       |                                       |
| Parlamento 11 de junio | 83,3 (250)                            | 13,3 (42)                             | 2,66 (8)                              |
| Chipre |                                       |                                       |                                       |
| Cámara de Representantes 3 de julio | 63,3 (31)                             | 34,7 (17)                             | 0,0 (1)                               |
| Bélgica Las votaciones se desarrollaron entre el 6 de marzo y el 11 de julio de 2008. La ratificación parlamentaria se concluyó con el voto a favor de la asamblea regional flamenca tras un complejo proceso debido a la división lingüística. |                                       |                                       |                                       |
| •Cámara de Representantes •Senado •Parlamento de Bruselas •Parlamento Flamenco •Parlamento de Valonia •PCF •PDG | 86,5 84,1 85,5 76 90,1 95,5 88        | 10,4 14,0 13,2 22 4,1 0,0 8           | 3,0 1,7 1,2 2 5,8 4,5 4               |
| España |                                       |                                       |                                       |
| Congreso de los Diputados 26 de junio | 97,5 (322)                            | 1,8 (6)                               | 0,6 (2)                               |
| Senado 15 de julio | 96,6 (232)                            | 2,5 (6)                               | 0,8 (2)                               |
| Italia |                                       |                                       |                                       |
| Cámara de Diputados 31 de julio | 100 (551)                             | 0,0 0)                                | 0,0 (0)                               |
| Senado 23 de julio | 100 (386)                             | 0,0 (0)                               | 0,0 (0)                               |
| Países Bajos |                                       |                                       |                                       |
| Cámara de Alta | 80,0 (60)                             | 20,0 (15)                             | 0,0 (0)                               |
| Cámara Baja 8 de julio | 73,3 (111)                            | 26,6 (39)                             | 0,0 (0)                               |
| Suecia |                                       |                                       |                                       |
| Parlamento 10 de diciembre | 82,37 (243)                           | 13,22 (39)                            | 4,41 (13)                             |
| Reino Unido |                                       |                                       |                                       |
| Cámara de los Comunes 11 de marzo | 53,6 (346)                            | 31,9 (206)                            | 14,5 (94)                             |
| Cámara de los Lores 18 de junio | 60,1 (277)                            | 39,9 (184)                            | 0,0 (0)                               |
| Finlandia |                                       |                                       |                                       |
| Parlamento 11 de junio | 84,8 (151)                            | 15,2 (27)                             | 0,0 (0)                               |
| 2009 |                                       |                                       |                                       |
| República Checa |                                       |                                       |                                       |
| Asamblea Nacional 18 de febrero | 63,4 (125)                            | 26,6 (72)                             | 0,0 (-)                               |
| Senado 6 de mayo | 68,4 (54)                             | 43,6 (20)                             | 0,0 (5)                               |
| 2008-2009 |                                       |                                       |                                       |
| Irlanda |                                       |                                       |                                       |
| Primer referéndum 12 de junio de 2008 | 46,6 (752 451)                        | 53,4 (862 415)                        | 0,0 (-)                               |
| Segundo referéndum 2 de octubre de 2009 | 67,1 (1 214 268)                      | 32,8 (594 606)                        | 0,0 (-)                               |

La historia del Tratado de Lisboa refiere al desarrollo de los intentos de reforma constitucional de la Unión Europea llevados a cabo por las instituciones de la Unión y los Estados miembros que dieron como resultado la formalización de dicho documento en 2007, seguido por un proceso de ratificación concluido en noviembre de 2009 y los trámites para su entrada en vigor, así como el devenir institucional tras su aplicación. No obstante, la iniciativa original del tratado nació de la necesidad de revisar el marco constitucional de la UE —en particular a la luz de la adhesión de diez nuevos Estados miembros en 2004— como se destacó en la Convención sobre el futuro de Europa encargada de elaborar un primer borrador de la que previsiblemente sería la Constitución de la Unión Europea, cuyo texto final fue acordado en la reunión en la cumbre de junio de 2004.
El Tratado por el que se establece una Constitución para Europa, tras haber sido acordado por el Consejo Europeo, fue firmado en Roma en octubre de 2004. Sin embargo, antes de que pudiera entrar en vigor, el documento tenía que ser ratificada por cada Estado miembro. Es así que cuando Francia y los Países Bajos rechazaron su ratificación vía referéndum, si bien la mayoría de los Estados miembros ya habían ratificado la Constitución Europea, se hizo evidente que esta no podía entrar en vigor debido a la exigencia de unanimidad para modificar los tratados de la UE. En consecuencia, la Declaración de Berlín —en el marco de la Presidencia alemana de Consejo de la UE— indicó la intención de todos los Estados miembros llegar a un acuerdo sobre un nuevo tratado a tiempo para las elecciones al Parlamento Europeo de 2009, pretendiendo contar con un tratado ratificado antes de mediados de 2009.
El Tratado de Lisboa entró en vigor el 1 de diciembre de 2009. Desde entonces la Unión ha enfrentado una serie crisis: la Gran Recesión, la Crisis del euro, la deuda soberana de Grecia, los conflictos con Rusia por sus relaciones con Ucrania, el número sin precedentes de refugiados que migran a través del Mediterráneo, la confusión causada por el Brexit, la guerra comercial, y la pandemia de COVID-19.
En medio de esta situación la Unión se lanzó al escenario global para hacer frente a problemas complejos como la identidad, la soberanía y la solidaridad con los refugiados —pese a haber sido diseñada originalmente para crear y hacer cumplir reglas sobre asuntos económicos como la pesca y los estándares de productos—. Consecuentemente, los líderes la UE han improvisado para abordar estos temas que eventualmente podrían afectar su entidad política, además de tener que enfrentarse a una opinión pública a veces desencantada y disonante. Obligados a actuar por una ola de emergencias, dichos líderes se han enfrentado a cuestiones como el poder, las fronteras territoriales y la autoridad pública.
En este contexto, los partidarios de una refundación de la Unión Europea consideran que esta debería convertirse en una organización “verdaderamente representativa”, por lo que proponen modificaciones en el Tratado de Lisboa a partir de la Conferencia sobre el Futuro de Europa.
La tabla de la derecha muestra el progreso de la ratificación en los diferentes Estados miembros de la Unión Europea. Se debe tener en cuenta que el dictamen del jefe de Estado representa la aprobación del procedimiento parlamentario, mientras que la deposición del Tratado se refiere a la última etapa de ratificación.

## Antecedentes

### Convención sobre el futuro de Europa
La Convención sobre el futuro de Europa (o Convención Europea o Convención Constituyente) fue la convención europea encargada de redactar el borrador de Constitución Europea que sirvió de base para el texto final presentado a ratificación en los Estados miembros de la Unión Europea. Establecida en 2002, la Convención sobre el Futuro de Europa debatió modelos alternativos y visiones de la Unión Europea. Estaba formada por parlamentarios nacionales y europarlamentarios, miembros de la Comisión Europea, parlamentarios de los países candidatos a la ampliación y diversos observadores. Fue la base para la conferencia intergubernamental de 2004.
La Convención sobre el futuro de Europa concluyó sus trabajos el 18 de julio de 2003, cerrando un periodo de 17 meses de trabajo en los que Se sus miembros se reunieron en sesión plenaria en veintiséis ocasiones (cincuenta y dos días) oyendo más de 1800 intervenciones.

### Tratado por el que se establece una Constitución para Europa
El Tratado por el que se establece una Constitución para Europa (conocido como Constitución Europea o Tratado Constitucional) fue un tratado internacional no ratificado destinado a crear una constitución consolidada para la Unión Europea (UE). De haber sido aprobado, habría reemplazado los tratados existentes de la UE con un solo texto, otorgando fuerza legal a la Carta de los Derechos Fundamentales, y ampliado la votación a mayoría cualificada en áreas de política que previamente se habían decidido por unanimidad entre los Estados miembro de la Unión.
El proyecto del tratado había sido aprobado el 18 de junio de 2003, siendo firmado en Roma por los jefes de gobierno de los países que formaban la Unión Europea a 29 de octubre de 2004. El 12 de enero de 2005, el Parlamento Europeo aprobó una resolución por 500 votos a favor, 137 en contra y 40 abstenciones, en la que recomendó a los Estados miembros que ratificaran la Constitución. En España, por ejemplo, el tratado fue ratificado con una clara victoria del sí en un referéndum con una participación del 42 % del censo. En cambio, el resultado de un referéndum en Francia y otro referéndum en los Países Bajos fue de oposición al tratado, lo cual hizo que el documento no llegase a entrar en vigor y provocó una crisis institucional europea.

## Nuevo impulso

### Presidencia alemana del Consejo de la Unión Europea (2007)
Estaba previsto que el Tratado por el que se establece una Constitución para Europa entrase en vigor el 11 de noviembre de 2006, después de que fuera ratificado por los Estados miembros, pero ante la victoria del "no" en Francia y Países Bajos, la Cumbre del Consejo Europeo del 15 y 16 de junio de 2006 tomó nuevas resoluciones.
Se estableció que durante la presidencia a cargo de Alemania se elaborará una propuesta que fue aprobada el 23 de junio de ese año bajo el nombre de Tratado de reforma (conocido posteriormente como Tratado de Lisboa). Para su elaboración, Alemania asumió el papel de 'mediador' entre los distintos Estados miembros de la Unión, para impulsar la reforma institucional, manteniendo los elementos políticos sustanciales del proyecto constitucional.

#### Declaración de Berlín
| En la Declaración de Berlín, los líderes de la UE de manera no oficial establecieron un nuevo calendario para el nuevo tratado; - 21-23 de junio de 2007: reunión del Consejo Europeo de Bruselas, el mandato de la CIG - 23 de julio de 2007: Conferencia intergubernamental (CIG) en Lisboa, el texto del Tratado de Reforma - 7-8 de septiembre de 2007: reunión de Ministros de Relaciones Exteriores - 18-19 de octubre de 2007: Consejo Europeo de Lisboa, un acuerdo definitivo sobre el Tratado de Reforma - 13 de diciembre de 2007: Firma en Lisboa - 1 de diciembre de 2009: Fecha prevista para la entrada en vigor |

La idea de suscribir una declaración con motivo del quincuagésimo aniversario de los Tratados de Roma surgió en la cumbre del Consejo Europeo de junio de 2006 en Bruselas. El objetivo principal era remarcar la importancia que tuvieron los Tratados de Roma de 1957, que instituyeron la Comunidad Económica Europea (CEE)
y Comunidad Europea de la Energía Atómica (Euratom), considerados junto con el Tratado Constitutivo de la Comunidad Europea del Carbón y del Acero (CECA) los "Tratados Constitutivos" de las Comunidades Europeas.
Los seis firmantes de dichos Tratados: Alemania, Francia, Italia, Bélgica, Países Bajos y Luxemburgo, firmaron también el Tratado de fusión (o Tratado de Bruselas) de 1965 que estableció un único poder ejecutivo para las tres, y sería el embrión de la futura Unión Europea (UE).
Otro de los objetivos planteados en la cumbre de 2006 fue el de recordar y reafirmar el compromiso compartido con "los valores y ambiciones" de Europa.
La presidencia alemana realizó consultas bilaterales con los designados por los Estados miembros sobre el contenido de la declaración y tanto el Parlamento Europeo como la Comisión Europea presentaron algunas propuestas, como la del primer ministro de Luxemburgo y presidente de la Eurozona, Jean-Claude Juncker de citar al euro.

## Consejo Europeo de junio de 2007
El 21 de junio de 2007, el Consejo Europeo se reunió en Bruselas para acordar las bases de un nuevo tratado en reemplazo de la Constitución rechazada. La reunión tuvo lugar durante la Presidencia alemana del Consejo de la UE, bajo el liderazgo de la canciller Angela Merkel como presidenta en ejercicio del Consejo Europeo. Después de que el Consejo trató rápidamente con sus otros asuntos, tales como decidir sobre la adhesión de Chipre y Malta a la eurozona, se iniciaron las negociaciones sobre el Tratado, prolongándose hasta la mañana del 23 de junio de 2007. La parte más difícil de las negociaciones fue la insistencia de Polonia en que se adoptara un sistema de voto de "raíz cuadrada" en el Consejo de la UE.
Se llegó a un acuerdo sobre un mandato de 16 páginas para una Conferencia intergubernamental (CIG), que propuso la eliminación de gran parte de la terminología constitucional y muchos de los símbolos del anterior texto de Constitución Europea. Además, se acordó recomendar a la CIG que las disposiciones de la antigua Constitución europea debían modificarse en algunos aspectos fundamentales (como el sistema de voto o la política exterior). Debido a la presión ejercida por el Reino Unido y Polonia, también se decidió añadir un protocolo a la Carta de los Derechos Fundamentales de la Unión Europea (se aclara que no se puede ampliar los derechos de los tribunales para revocar la legislación nacional en Gran Bretaña o Polonia). Además se dispuso que la propuesta de nuevo sistema de votación que fue parte de la Constitución Europea no será utilizada antes de 2014.
En la reunión de junio, surgió el nombre de “Tratado de Reforma”, por último aclarar que el enfoque constitucional fue abandonado. Técnicamente, se convino en que el Tratado de Reforma modificase tanto el Tratado de la Unión Europea (TUE) y el Tratado constitutivo de la Comunidad Europea (TCE) para incluir la mayoría de las disposiciones de la Constitución Europea, sin embargo no se combinan en un solo documento. También se acordó cambiar el nombre del Tratado constitutivo de la Comunidad Europea, que es el principal acuerdo de cooperación funcional de la mayoría de las disposiciones sustantivas de Derecho primario europeo, pasando a denominarse "Tratado de Funcionamiento de la Unión". Además, se acordó que a diferencia de la Constitución Europea en la que la Carta formaba parte del documento, sólo habría una referencia a la Carta de Derechos Fundamentales de la Unión Europea para hacer que el texto sea jurídicamente vinculante. Después de que el Consejo, Polonia indicó que deseaba volver a abrir algunas áreas. Durante el mes de junio, el primer ministro de Polonia desató una controversia al declarar que Polonia tendría una población sustancialmente mayor si no fuera por la Segunda Guerra Mundial. Otra cuestión fue que primer ministro neerlandés Jan-Peter Balkenende logró un mayor papel para los parlamentos nacionales en el proceso de toma de decisiones de la UE.
Otros puntos del acuerdo:
- El ministro de Asuntos Exteriores cambia de denominación, ahora será llamado Alto Representante de la Unión para Asuntos Exteriores y Política de Seguridad.
- Reducción del tamaño de la Comisión Europea a partir de 2013.
- Supresión del veto en unas 40 políticas.
- Cláusula para permitir la retirada de un Estado miembro de la Unión Europea.
- Ampliación de las competencias del Parlamento Europeo.
- Se reconoce la personalidad jurídica de la UE y también la primacía del derecho comunitario sobre el nacional.
- La simbología de la Unión: ni el himno europeo, ni la bandera europea, ni la capital, ni la moneda única europea se verían recogidas en el nuevo texto europeo.

## Conferencia Intergubernamental

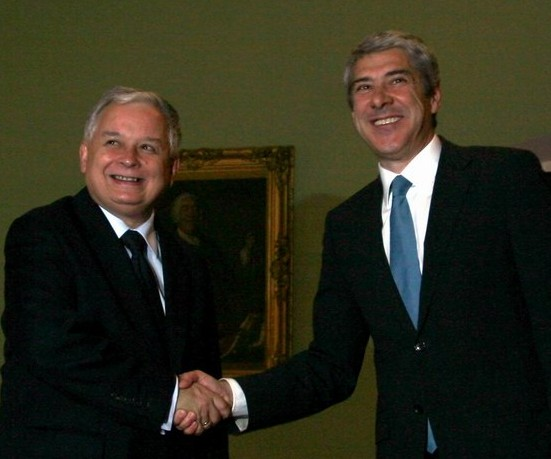
Lech Kaczyński y José Sócrates en septiembre de 2007.

Portugal apoyó y presionó a Alemania para llegar a un acuerdo sobre un mandato para una Conferencia intergubernamental (CIG) bajo su Presidencia. Después de junio y las negociaciones sobre un arreglo final de 16 páginas para el nuevo marco de Tratado de Reforma, la CIG sobre la realidad, la redacción del nuevo tratado se inició el 23 de julio de 2007. El Comité Intergubernamental fue abierto tras una breve ceremonia. La Presidencia portuguesa presentó un documento de 145 páginas (con un extra de 132 páginas de 12 protocolos y 51 declaraciones), titulado el "Proyecto de Tratado por el que se modifica el Tratado de la Unión Europea y al Tratado constitutivo de la Comunidad Europea» y la publicó en el sitio web del Consejo de la Unión Europea como punto de partida para el proceso de redacción.
Además de los representantes gubernamentales y académicos jurídicos de cada Estado miembro, el Parlamento Europeo envió tres representantes. Estos eran el conservador Elmar Brok, el socialdemócrata Enrique Barón y el liberal Andrew Duff.
Antes de la apertura de la CIG, el Gobierno polaco expresó el deseo de renegociar el acuerdo de junio, sobre todo el sistema de votación, pero cedió bajo la presión política ejercida por la mayoría de los demás Estados miembros, debido a un deseo de no ser visto como el único creador de problemas en las negociaciones.

## Redacción y firma del documento

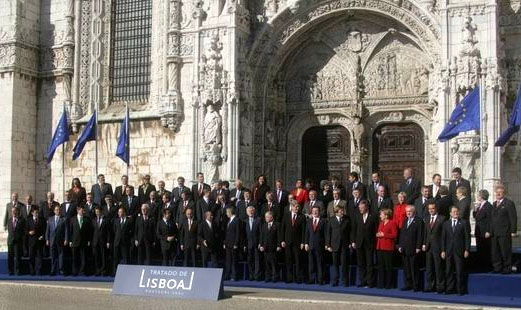
Ceremonia de firma del tratado en el Monasterio de los Jerónimos de Belém.

El Consejo Europeo de octubre, dirigido por el primer ministro de Portugal y presidente en ejercicio del Consejo Europeo, José Sócrates, reunió a expertos jurídicos de todos los Estados miembros para decidir el proyecto final del Tratado. Durante el consejo, se puso de manifiesto que el Tratado de Reforma se llamará Tratado de Lisboa, ya que su firma se llevaría a cabo en Lisboa, ya que Portugal era el titular de la Presidencia del Consejo en el momento.
En la reunión del Consejo Europeo el 18 de octubre y 19 de octubre de 2007 en Lisboa, se hicieron algunas concesiones de última hora para garantizar la firma del tratado. Esto incluyó una redacción un poco más detallada para revivir el compromiso de Ioánina, además del nombramiento de un nuevo abogado general del Tribunal de Justicia de la Unión Europea. La creación un Abogado General permanente "Polaco" fue permitida por un aumento del número de abogados generales del 8 al 11.
El tratado fue firmado 13 de diciembre de 2007 por los jefes de Gobierno de los Estados miembros en el Monasterio de los Jerónimos de Belém, Portugal. El primer ministro británico Gordon Brown no participó en la ceremonia principal, prefiriendo firmar el tratado por separado horas después de que lo hicieran los demás delegados. La obligación de comparecer ante un comité de parlamentarios británicos se citó como la razón de su ausencia.

## Proceso de ratificación
La mayoría de los estados ratificaron el tratado mediante procesos parlamentarios. El Parlamento Europeo y algunos territorios especiales de Estados miembros de la UE llevan a cabo las votaciones de los tratados. Con respecto a estos territorios un rechazo podría haber provocado que el tratado no se aplicase en el territorio en cuestión, aunque esto dependía de la legislación nacional aplicable en el territorio en cuestión. Los votos no afectaban el proceso de ratificación y el tratado podría entrar en vigor aunque estas entidades aprueben o no el tratado.
Hungría fue el primer estado en ratificar el Tratado de Lisboa el 17 de diciembre de 2007, y la República Checa finalizó el proceso en noviembre de 2009.
En Reino Unido, el 11 de marzo de 2008, la Cámara de los Comunes ratificó el Tratado. El 18 de junio siguiente la Cámara de los Lores aprobó el proyecto de ley que incorpora el Tratado en la legislación británica tras rechazar la propuesta del Partido Conservador de aplazar dicha votación a octubre, completando de esta forma el trámite parlamentario del proceso de ratificación es este país.
En el caso de España, y de acuerdo con lo previsto en el artículo 93 de la Constitución Española, la ratificación requirió la aprobación de la Ley Orgánica 1/2008, de 30 de julio de 2008 (BOE n.º 184, de 31/07/2008). Dicha ley concedió la autorización necesaria para que el ministro de Asuntos Exteriores, Miguel Ángel Moratinos, adoptara el instrumento de ratificación el 28 de septiembre de 2008.
Por su parte, en Alemania, el presidente Horst Köhler firmó el acta de ratificación del tratado en septiembre de 2009, tras la aprobación parlamentaria del tratado en mayo de 2008, el dictamen del Tribunal Constitucional en junio de 2009 y la subsiguiente adopción de la legislación complementaria.
Irlanda fue el único Estado miembro que celebró referendums sobre el Tratado de Lisboa, además de una votación parlamentaria. El gobierno irlandés decidió poner el asunto a un referéndum sobre la base del asesoramiento jurídico que de lo contrario violaría la Constitución irlandesa. Esto surgió a partir de una decisión de la Corte Suprema irlandesa en 1987 que dictaminó que los cambios significativos de los Tratados de la Unión Europea requiere la autorización del pueblo irlandés en la forma de un Referéndum. 
Todos los miembros de los tres partidos gubernamentales apoyaron el "Sí" en las campañas, al igual que todos los partidos de la oposición con los miembros en el Parlamento, con la excepción del Sinn Féin. Durante el primer referéndum, el Partido Verde no adoptó una posición oficial, tras haber fallado para llegar a una mayoría de dos tercios en ambos sentidos en un congreso del partido en enero de 2008, dejando a los miembros libertad para decidir. La mayoría de los sindicatos irlandés y las organizaciones empresariales apoyaron también la campaña del "Sí". 
Por su parte, los votantes irlandeses, rechazaron el tratado en la primera votación realizada el 12 de junio de 2008, donde el 53,4 % de los electores se pronunciaron en contra del Tratado y 46,6 % a favor, sobre un total del 53,1 % de votantes. Sin embargo, el Gobierno irlandés impulsó una votación definitiva sobre la cuestión el 2 de octubre de 2009, en la que con un 59 % de participación, el 67,13 % de los votos resultó favorable al Tratado y el 32,87 % fue desfavorable a la ratificación del mismo.
Entre tanto, hubo llamadas fallidas a los gobiernos para celebrar referendos en algunos otros Estados miembros.

## Entrada en vigor
Con el fin de entrar en vigor jurídicamente, el Tratado de Lisboa debía ser ratificado en todos los Estados miembros. Como esto no sucedió como estaba previsto, a finales de 2008, el Tratado entró en vigor el primer día del mes siguiente al de la última ratificación, es decir, el 1 de diciembre de 2009.
Sin embargo en 2008, Suecia que ostenta la presidencia del Consejo en el segundo semestre de 2009, negoció que el Tratado entraría en vigor, a efectos de la Presidencia del Consejo, en el siguiente turno a su ratificación.

## Movimiento de reforma potencial del tratado
La refundación de la Unión Europea es el proyecto que busca la reforma institucional y constitucional para adaptar a dicha organización a los futuros cambios globales y avanzar en la integración europea. Fue iniciado en 2017 y ha sido impulsado principalmente por la Comisión Europea y el denominado eje franco-alemán. Aunque el término «refundación» ha sido utilizado especialmente por el presidente de Francia, Emmanuel Macron y su gobierno, diferentes actores políticos se han referido a la situación empleando términos variados para reflejar la voluntad de aumentar la capacidad geopolítica, la autonomía estratégica o la soberanía de la Unión. Por ejemplo, durante la presidencia francesa del Consejo de la UE en 2022, el propio Macron utilizó como eslogan las palabras «relanzamiento, poder, pertenencia».
En medio de la tensión diplomática entre Rusia y la UE y la intensificación de la rivalidad entre China y Estados Unidos, la UE comenzó a debatir la noción de autonomía estratégica, que exige a la organización defender su soberanía y promover sus intereses de manera independiente. Dicha autonomía suele vincularse a la defensa, pero podría ir más allá, teniendo en cuenta que a nivel internacional las capacidades económicas y tecnológicas han ganado relevancia. Sin embargo, varios líderes europeos aspiran a dotar a la UE de las capacidades militares que consideran necesarias para garantizar su defensa en pos de conseguir la autonomía estratégica.
Entre tanto, en Estados Unidos, los gobiernos de Donald Trump y Joe Biden asumieron una postura de relativa ruptura respecto a la UE, lo que ha generado una «pérdida de confianza» en la relación bilateral dentro de la clase política y la opinión pública en la UE. Paralelamente las nuevas relaciones eurobritánicas, tras la salida del Reino Unido de la UE en 2020, se han desarrollado en medio de un reforzamiento de la angloesfera que ha chocado con algunos intereses de la UE.
Sin embargo, han sido dos los principales catalizadores que desde 2020 impulsan una serie de cambios de considerable magnitud en el bloque comunitario: la crisis de la pandemia de COVID-19 y la situación de la Unión tras la invasión rusa de Ucrania. Entre otros aspectos, ambas crisis pusieron en evidencia la dependencia exterior de la Unión para abastecerse de productos y materias primas de carácter estratégico. Ello, unido al creciente proteccionismo de competidores clave como China y Estados Unidos —en particular las leyes de este último aprobadas en 2022—, potenció la adopción de medidas comunitarias que buscan la reindustralización interior de la UE.
No obstante, desde que asumió sus funciones en 2017, el presidente Macron ya había abanderado propuestas en respaldo de su consigna de «refundar Europa». Pese a ello, en los primeros años de su gobierno, Macron no había obtenido el respaldo del gobierno de la canciller alemana Angela Merkel a sus iniciativas más ambiciosas dentro de la UE. Pero la situación cambió el 18 de mayo de 2020, cuando —en el marco de la crisis de la pandemia— ambos gobernantes presentaron un plan para la UE armonizado con varias acciones institucionales iniciadas en marzo de ese año, que fueron seguidas por una ola de anuncios sin precedentes. Esta dinámica despertó expectativas sobre Olaf Scholz —quien reemplazó a Merkel como canciller en diciembre de 2021— y su política europea enfocada en la evolución hacia el establecimiento de un «Estado federal» que no logró implementar antes de ser reemplazado por Friedrich Merz en 2025.